# Judge Dredd (Film)
Judge Dredd ist ein US-amerikanischer Science-Fiction-Film aus dem Jahr 1995, der auf der Comicserie Judge Dredd (2000 AD) basiert. Hauptdarsteller sind Sylvester Stallone, Armand Assante und Diane Lane. Der Film startete am 24. August 1995 in den deutschen Kinos.

## Handlung
In ferner Zukunft ist die Erde durch Unruhen und Kriege weitgehend verwüstet. Die Menschen haben sich in einige wenige Metropolen von gigantischen Ausmaßen zurückgezogen, die so genannten Mega Citys. Die größte von ihnen ist Mega City One, eine Stadt voller Korruption und Verbrechen, die sich hinter einem unüberwindlichen Schutzwall verbirgt. Das Gesetz wird von den Judges, einer elitären Polizeiregierung, aufrechterhalten. Ihre Agenten, die Street Judges, sind Polizisten, Richter und Henker in einer Person.
Der bekannteste aller Street Judges ist Joseph Dredd, der unbeirrt an das Gesetz glaubt und selbst für geringfügige Verbrechen oftmals drakonische Strafen verhängt. So kommt es vor, dass er das Auto eines Verkehrssünders kurzerhand mit einer Granate in die Luft jagt. Seine jüngere Kollegin, Judge Hershey, kann solche übertriebene Härte nicht gutheißen und vermisst bei Dredd emotionale Tiefe. Dennoch ist sie genauso schockiert wie Dredd selbst, als dieser eines Tages des Mordes an dem bekannten Reporter Vardas Hammond und dessen Frau beschuldigt wird.
Dredd wird aufgrund seines genetischen Fingerabdrucks an den Geschossen, die am Tatort sichergestellt wurden, verurteilt. Einzig die Entscheidung seines Mentors, des alten Chief Justice Fargo, sein Amt niederzulegen und als letzte Amtshandlung Dredds Strafe zu mildern, bewahrt diesen vor der Todesstrafe. Fargo geht ins Exil, in die verdorrten Länder jenseits der Stadtmauern. Dredds Gefangenentransport, auf dem er den kurz vorher von ihm verurteilten Kleinganoven Herman „Fergie“ Ferguson trifft, wird über der Wüste abgeschossen. Nur Fergie und Dredd überleben den Absturz, stehen aber direkt einer kleinen Familie von mutierten, gottesfürchtigen Kannibalen gegenüber, welche den Transport als Nahrungsquelle plündern wollen. Dredd kann sie nach anstrengendem Kampf und mit Hilfe des plötzlich auftauchenden Fargo besiegen. Von Fargo erfährt Dredd die Wahrheit über seine Herkunft. Er ist das Ergebnis eines genetischen Experiments mit dem Ziel, einen perfekten, absolut guten Menschen zu erschaffen. Bei dem Versuch entstanden jedoch zwei Kinder: Joseph, der alle guten Eigenschaften in sich vereinte, und sein Bruder Rico, in dem sich die bösartigen Charakterzüge manifestierten. Ohne es zu wissen, hatte Dredd einst seinen eigenen Bruder, den ehemaligen Street Judge Rico, verurteilt.
Rico ist nun zurück. Der opportunistische Judge Griffin hat ihn benutzt, um Hammond, der die Wahrheit über das Projekt erfahren hatte, zu töten und gleichzeitig Dredd und Fargo aus dem Weg zu räumen. Inzwischen ist er der neue Chief Justice und bereitet die Zucht einer ganzen Armee von genetisch optimierten Übermenschen als Street Judges vor. Er wird jedoch von Rico hintergangen, der ihn tötet und dann Klone mit seiner DNA erstellt, um in Mega City One die Macht zu übernehmen.
Dredd, der nach Fargos Tod mit Fergie in die Stadt zurückkehrt, stellt sich mit Hersheys Hilfe gegen Rico. Zwischen den Brüdern kommt es zu einem gnadenlosen Duell, das auf der mittlerweile auf einem Wolkenkratzer platzierten Freiheitsstatue endet. Dredd kann Rico letztlich besiegen und wird von der Menge gefeiert, man will ihn zum neuen Chief Justice ernennen. Er besteht jedoch darauf, seinen Dienst als Street Judge wieder aufzunehmen. Vorher zeigt er jedoch schlussendlich doch noch Gefühle für Hershey, die ihn mit einem herzhaften Kuss in seinen Dienst verabschiedet.

## Hintergrund

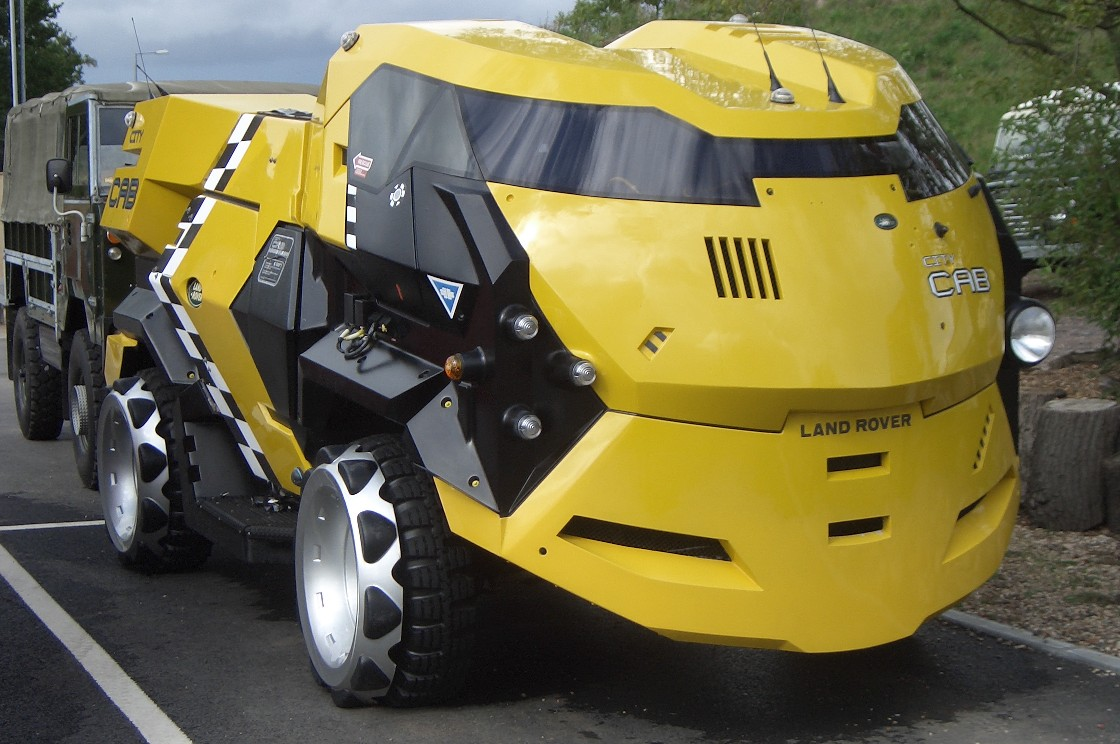
Ein City-Taxi des Films

Ursprünglich war Arnold Schwarzenegger für die Rolle des Judge Dredd vorgesehen, für die des Fergie war Joe Pesci die erste Wahl. Die Regie war unter anderem den Coen-Brüdern, Richard Stanley, Renny Harlin und Richard Donner angeboten worden. Obwohl der Film sehr schlechte Kritiken bekam, war er keinesfalls erfolglos. Bei Produktionskosten von 85 Millionen US-Dollar spielte er weltweit 114 Millionen US-Dollar wieder ein. Somit ist Judge Dredd Danny Cannons bisher erfolgreichster Film.
Sylvester Stallone und Armand Assante, die eigentlich braune Augen haben, sind in diesem Film mit blauen Augen zu sehen.

## Synchronisation
Der Film wurde bei der Interopa Film vertont. Theodor Dopheide schrieb das Dialogbuch und führte die Dialogregie.
| Rolle                 | Schauspieler        | Synchronsprecher   |
| --------------------- | ------------------- | ------------------ |
| Judge Joseph Dredd    | Sylvester Stallone  | Thomas Danneberg   |
| Rico                  | Armand Assante      | Christian Brückner |
| Herman Ferguson       | Rob Schneider       | Santiago Ziesmer   |
| Judge Griffin         | Jürgen Prochnow     | Jürgen Prochnow    |
| Chief Justice Fargo   | Max von Sydow       | Jürgen Thormann    |
| Judge Hershey         | Diane Lane          | Sabine Jaeger      |
| Judge Evelyn McGruder | Joanna Miles        | Barbara Adolph     |
| Dr. Hayden            | Joan Chen           | Claudia Lehmann    |
| Cadet Olmeyer         | Balthazar Getty     | Simon Jäger        |
| Warden Miller         | Maurice Roëves      | Andreas Thieck     |
| Geiger                | Ian Dury            | Michael Telloke    |
| Mean Machine          | Christopher Adamson | Klaus Lochthove    |
| Junior Angel          | Ewen Bremner        | Nicolas Böll       |
| Vartis Hammond        | Mitchell Ryan       | Christian Rode     |
| Hunter Squad Leader   | Steve Toussaint     | Raimund Krone      |
| Block Warlord         | James Remar         | Thomas Wolff       |
| Pa Angel              | Scott Wilson        | Bert Franzke       |
| Erzähler              | James Earl Jones    | Michael Chevalier  |

## Kritik
Der Film erhielt insgesamt eher negative Kritiken. Schon die Veröffentlichung stand unter einem schlechten Stern, da Regisseur Cannon und Hauptdarsteller Stallone sich ständig über das Drehbuch gestritten hatten. Cannon erklärte später, einige der schwächsten Szenen des Films seien aufgrund von Änderungen entstanden, auf denen Stallone bestanden hätte.
Das Lexikon des internationalen Films bewertete den Film als „eine herkömmliche Fantasy-Geschichte mit außergewöhnlichem futuristischem Stadtdesign, deren präfaschistische Führerideologie aber bedenklich ist“.
Cinema sah eine „unterhaltsame Comic-Adaption, die poppige Variante klassischer Endzeitszenarien. Aufwändig durchgestylt, immer in Bewegung und mit explosiven Effekten“ und beurteilte den Film als „phantasievolle, witzige Sci-fi-Comic-Adaption“.

## Auszeichnungen
- Der Film wurde 1996 in den Kategorien Bester Science-Fiction Film, Beste Special Effects, Bestes Make-Up und Beste Kostüme für den Saturn Award nominiert.
- Sylvester Stallone wurde noch im Erscheinungsjahr für die Goldene Himbeere als schlechtester Schauspieler nominiert.
- Die Leser der Zeitschrift Cinema wählten den Film 1996 bei der Jupiterwahl zum größten Flop des vergangenen Kinojahres.

## Neuverfilmung
Im Jahr 2012 kam eine Neuverfilmung mit dem Titel Dredd in die Kinos. Dieser hält sich mehr an die Comicreihe und hat so gut wie keine Gemeinsamkeiten mit der Stallone-Version. Karl Urban, der die Titelrolle übernahm, bestätigte in einem Interview, dass er im Film seinen Helm nicht abnehmen werde, da es die Comicfigur auch nicht tut. Die Schurken werden von Wood Harris als Kay dargestellt und Ma-Ma wird von Lena Headey verkörpert. Für die Regie war ursprünglich Source-Code-Regisseur Duncan Jones vorgesehen, der jedoch eine ganz eigene Vorstellung für eine Verfilmung hatte und deswegen ablehnte. Für ihn sprang Pete Travis ein.